# Église Saint-Martin-de-Tours du Bernard
 (septembre 2018).
L’église Saint-Martin-de-Tours est un édifice catholique français situé dans le bourg du Bernard sur la commune éponyme, dans le département de la Vendée et la région des Pays-de-la-Loire.
Placée sous le patronage de Martin de Tours, elle fait l’objet d’une inscription  au titre des Monuments historiques depuis 1927. 

## Histoire
Avant l’église, il y avait une villa gallo-romaine, autour de laquelle un village s’est constitué. L’église est bâtie au même emplacement, vers la fin du XIe siècle probablement, la plus vieille mention connue de l’édifice datant de 1105, où il est décrit comme un « bâtiment isolé au milieu d’un cimetière, bâtis sur les fondations de villa gallo-romaine ».
L’église du XIe ou XIIe siècle est remaniée au XIVe ou XVe siècle. En mars 1568, l’église est incendiée par les protestants. Seules les voûtes résistèrent.

## Architecture
Les parties les plus anciennes de l’église datent du XIIe siècle sont de style roman avec des voûtes en berceau brisé soutenues par arcs-doubleaux. La croisée du transept, supportant le clocher, est équipée d’une coupole romane sur pendentifs, comme la plupart des églises de cette époque.

## Culte
Appartenant à la commune du Bernard, l’église est un lieu de culte catholique romain.
Du point de vue religieux, elle relève depuis le 1er septembre 1997 de la paroisse Sainte-Anne-les-Menhirs, dans le doyenné de Talmont, au sein du diocèse de Luçon. Avant cette date, elle se situe dans la paroisse Saint-Martin-du-Bernard.

## Galerie

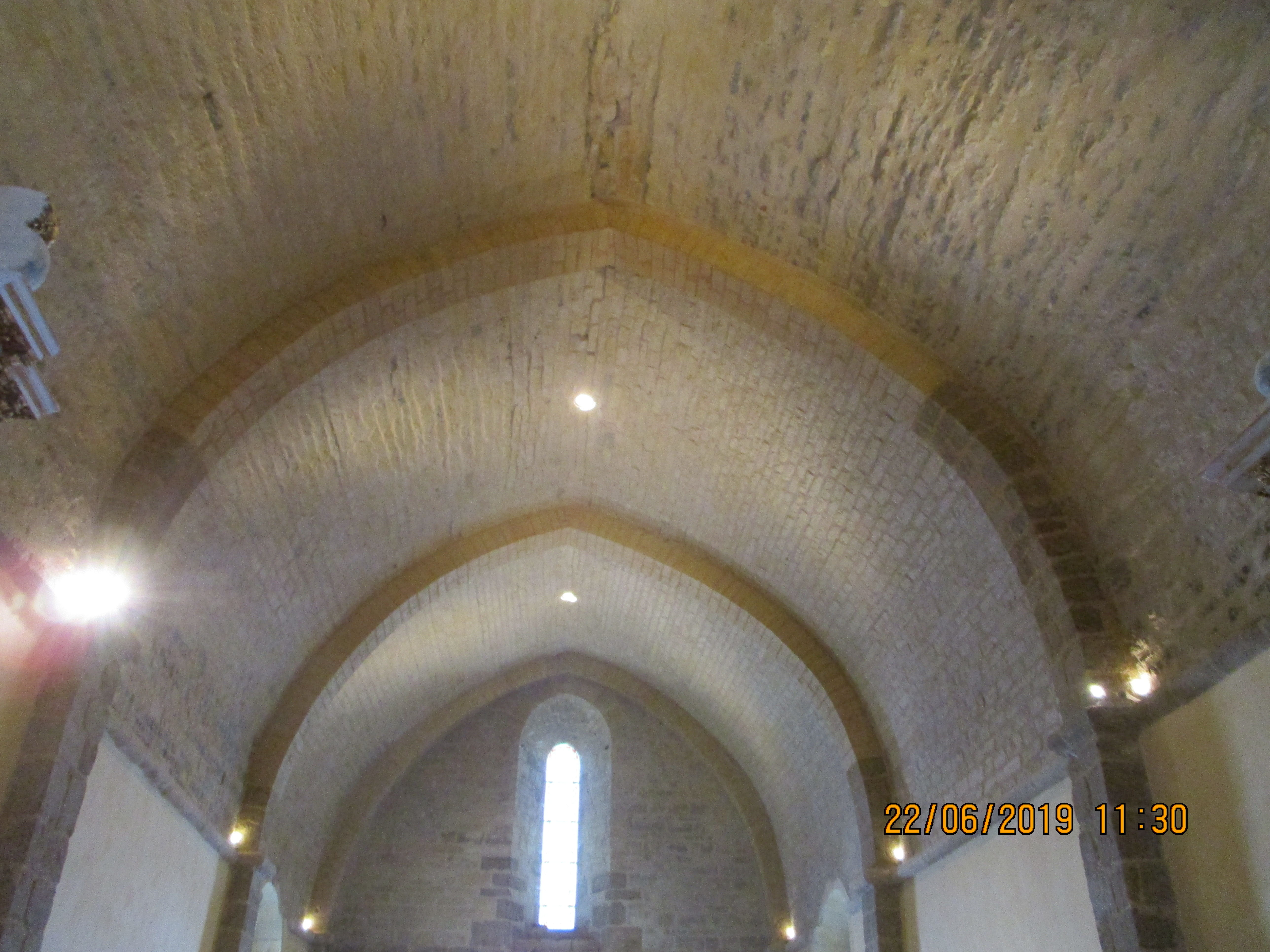
Nef, voûte en berceau brisé renforcé d'arcs-doubleaux.
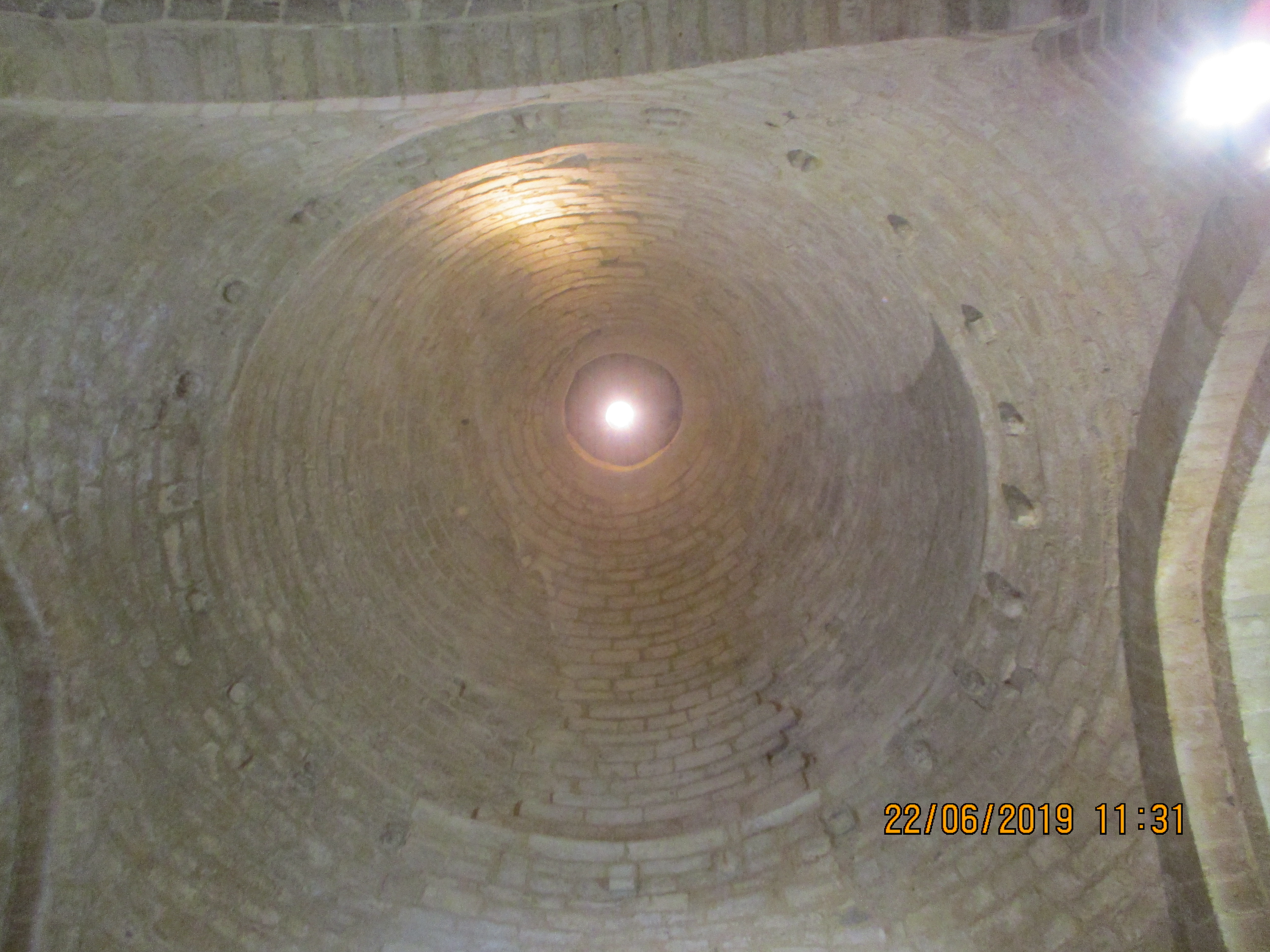
Coupole romane sur pendentifs, croisée du transept (XIIe siècle).